# Proteri d'Alexandria
Proteri d'Alexandria va ser patriarca d'Alexandria de l'any 451 al 457.
El va ordenar sacerdot el patriarca Ciril I d'Alexandria, i es va oposar a Diòscor, el seu predecessor, que seguia les doctrines cristològiques d'Èutiques de Constantinoble. Diòscor va ser deposat pel Concili de Calcedònia per les seves heretgies, i va elegir Proteri com a nou patriarca l'any 451.
Hi va haver una divisió entre els fidels, entre els que reclamaven el retorn de Diòscor i els que acceptaven el patriarcat de Proteri. Entre els defensors de Diòscor hi havia Timoteu, de cognom Eluros, que més tard seria patriarca, i Pere Monge, que també va arribar al patriarcat, i als que Proteri havia excomunicat.
Durant el seu pontificat es van aixecar contra ell diversos tumults i sedicions molt freqüents i va estar en perill de mort. Al partit opositor no li van importar ni les decisions del Concili de Calcedònia ni les ordres de l'emperador. Timoteu Eluros, s'havia fet ordenar per dos bisbes partidaris de la seva heretgia que havien estat abans deposats, va prendre possessió del tron episcopal i va ser proclamat l'únic bisbe legítim d'Alexandria pels seus partidaris. Poc després va ser expulsat de la ciutat pel comandant imperial, i això va exaltar tant al partit dels eutiquians, que van sortir a atacar Proteri i el van obligar a refugiar-se al baptisteri de l'església de Sant Quirí. Els heretges van irrompre en aquell lloc, el van apunyalar el Divendres Sant de l'any 457, van arrossegar el seu cadàver per tota la ciutat, el van esmicolar, el van cremar i van escampar les cendres al vent. Aquest assassinat va ser denunciat a l'emperador Lleó I el Traci per molts bisbes de la comunitat religiosa. L'Església Catòlica i l'Església Ortodoxa Copta el consideren sant.